# Draba alticola
Draba alticola là một loài thực vật có hoa trong họ Cải. Loài này được Kom. mô tả khoa học đầu tiên năm 1896.